# 北丁集乡
北丁集乡，是中华人民共和国江苏省宿迁市沭阳县下辖的一个乡镇级行政单位。
2021年3月2日，撤销耿圩镇、北丁集乡，设立新的耿圩镇。以原耿圩镇、北丁集乡的行政区域为新的耿圩镇行政区域。

## 行政区划
北丁集乡下辖以下地区：
丁集社区、乔王村、尚庙村、宋宅村、吴园村、涧东村、周王村和张胡圩村。